# Johannes Gießauf
Johannes Gießauf (* 1968 in Graz) ist ein österreichischer Mediävist.

## Leben
Nach der Matura am Pestalozzi-Gymnasium 1986 in Graz studierte er an der Karl-Franzens-Universität Graz Geschichte in Kombination mit Fächern aus Alter Geschichte, Archäologie, Altorientalistik und klassischer Philologie. Nach der Sponsion zum Mag. phil. 1994 absolvierte er zwischen 1995 und 1998 den 61. Lehrgang für Geschichts- und Archivwissenschaft am Institut für Österreichische Geschichtsforschung in Wien. Im Jahr 2000 folgte seine Promotion an der Karl-Franzens-Universität Graz.
2023 ist Johannes Gießauf Assistenzprofessor am Institut für Geschichte der Universität Graz.
Er ist Herausgeber der Zeitschrift Informationen für Geschichtslehrer zur postuniversitären Fortbildung gemeinsam mit Peter Mauritsch und Bernhard Weninger, außerdem der Mitteilungen der Grazer Morgenländischen Gesellschaft gemeinsam mit Hannes D. Galter.
Johannes Gießauf forscht zu Begegnungen europäischer und asiatischer Kulturen im Mittelalter, insbesondere zum Mongolischen Reich, Reitervölkern, dem Christentum im Mittelalter, der mittelalterlichen Steiermark sowie Mittelalterlicher Kampfkunst.
Mit historischen Vorträgen ist er darüber hinaus an der Urania Steiermark in der Erwachsenenbildung aktiv.

## Schriften (Auswahl)
- Barbaren – Monster – Gottesgeißeln. Steppennomaden im europäischen Spiegel der Spätantike und des Mittelalters. Graz 2006, ISBN 978-3-7011-0075-0.
- Die Mongolei – Aspekte ihrer Geschichte und Kultur. Graz 2001, ISBN 3-901921-12-5.
- Die Mongolengeschichte des Johannes von Piano Carpine : Einführung, Text, Übersetzung, Kommentar. Graz 1995, ISBN 3-85375-012-5.
- Fußball, Macht und Diktatur. Streiflichter auf den Stand der historischen Forschung. Innsbruck-Wien-Bozen 2014, ISBN 978-3-7065-5259-2.
- Gebieter über die Völker in den Filzwandzelten. Steppenimperien von Attila bis Tschinggis Khan. Erträge des internationalen Symposiums an der Karl-Franzens-Universität Graz (28./29. September 2006). Graz 2009, ISBN 978-3-902583-05-5.
- Im Bett mit der Macht. kulturgeschichtliche Blicke in die Schlafzimmer der Herrschenden. Wien 2011, ISBN 978-3-205-78629-0.
- Päpste, Privilegien, Provinzen. Beiträge zur Kirchen-, Rechts- und Landesgeschichte. Festschrift für Werner Maleczek zum 65. Geburtstag. Wien 2010, ISBN 978-3-205-78577-4.
- Tabu, Trauma und Triebbefriedigung. Aspekte erlittener und geschauter Gewalt. Graz 2014, ISBN 978-3-7011-0216-7.
- Welteroberer aus der Steppe. spätmittelalterliche Kulturkontakte zwischen Asien und Europa. Begleitband zur Ausstellung an der Universitätsbibliothek Graz, 5. Oktober – 17. November 2000.
- Zwischen Karawane und Orientexpress. Streifzüge durch Jahrtausende orientalischer Geschichte und Kultur. Festschrift für Hannes Galter. Münster 2017, ISBN 978-3-86835-193-4.